# تاريخ أوكرانيا الحديث
برزت أوكرانيا كأُمة، والأوكرانيون كقومية، مع ظهور النهضة الوطنية الأوكرانية التي يُعتقد أنها بدأت في وقتٍ ما في نهاية القرن الثامن عشر وبدايات القرن التاسع عشر. وفقًا للمؤرخ الأوكراني ياروسلاف هريتساك، ارتبطت الموجة الأولى للنهضة بنشر الجزء الأول من قصيدة «أنييد» من قبل إيفان كوتليارفسكي في عام 1798. نُشر كتاب (تاريخ الروثينيين أو روسيا المُصغرة) في عام 1846 في مدينة موسكو. شُكّل المجلس الروثيني الأعلى خلال الربيع الأوروبي في مدينة ليمبيرغ (تُعرف حاليًا باسم لفيف) والذي أعلن أن الروثينيين الجلالقة هم جزء من الأمة الأوكرانية الكبيرة. اعتمد المجلس اللونين الأصفر والأزرق لتشكيل العلم الأوكراني.
أعلنت أوكرانيا استقلالها للمرة الأولى بعد الغزو البلشفي في نهايات عام 1917. قُسّمت أوكرانيا مجددًا بين بولندا وجمهورية روسيا الاتحادية الاشتراكية السوفيتية وذلك بعد انتهاء الحرب العالمية الأولى وتوقيع معاهدة ريغا. كانت جمهورية أوكرانيا الاشتراكية السوفيتية صنيعة الحزب الشيوعي، وقد شُكلت من الأراضي الواقعة تحت سيطرة البلاشفة.
في عام 1922، اشتركت كل من جمهورية أوكرانيا الاشتراكية السوفيتية وجمهورية روسيا الاتحادية الاشتراكية السوفيتية وجمهورية بيلاروس الاشتراكية السوفيتية وجمهورية ما وراء القوقاز السوفيتية الاشتراكية في تأسيس الاتحاد السوفيتي. قتلت المجاعة السوفيتية المعروفة باسم هولودومور، والتي حصلت خلال السنتين 1932 و1933، ما يقارب 6 إلى 8 ملايين شخص من سكان الاتحاد السوفيتي، وكان غالبيتهم من الأوكرانيين.
استُبعد الاتحاد السوفيتي من عصبة الأمم مع بداية الحرب العالمية الثانية، واجتاحت ألمانيا وحلفاؤها الآخرون الاتحاد السوفيتي في عام 1941. اعتبر الكثير من الأوكرانيين في البداية أن جنود فيرماخت (هو اسم القوات المسلحة الموحدة لألمانيا في ذلك الوقت) قد جائوا لتحريرهم من سطوة السوفيتيين، في حين شكّل أوكرانيون آخرون بارتيزانًا سوفييتيًا مناهضًا للنازية الألمانية. شُكّل جيش التمرد الأوكراني من قبل بعض العناصر الأوكرانية القومية الخفية والذي قاتل كل من القوات السوفيتية والنازية الألمانية على حد سواء. بعد ترحيل تتار القرم، حُوّلت ملكية شبه جزيرة القرم من جمهورية روسيا الاتحادية الاشتراكية السوفيتية إلى جمهورية أوكرانيا الاشتراكية السوفيتية وذلك في عام 1954.
أصبحت أوكرانيا دولةً مستقلة، وذلك بعد تفكك الاتحاد السوفيتي في عام 1991. أُضفي الطابع الرسمي على هذا الاستقلال من خلال الاستفتاء الشعبي الذي أجري في الأول من شهر ديسمبر من عام 1991. أصبحت أوكرانيا منطقة نفوذ متداخلة بين الاتحاد الأوروبي وروسيا الاتحادية، وذلك عقب توسيع الاتحاد الأوروبي في عام 2004.  اتضح ذلك جليًا بعد ظهور انقسام سياسي بين أوكرانيا الشرقية الموالية لروسيا وأوكرانيا الغربية الموالية لأوروبا، مما تسبب في فوضى سياسية متواصلة ابتدأت بالثورة البرتقالية في عام 2004 وبلغت ذروتها في عام 2014 مع اندلاع ثورة الميدان الأوروبي وأزمة القرم، والتي وقعت فيها جمهورية القرم ذاتية الحكم تحت سيطرة روسيا الاتحادية.

## القرن التاسع عشر
فشلت محاولة هتمانات القوزاق في استعادة مقومات دولتهم في نهاية القرن السابع عشر، مما مهد الطريق لاقتسام الأراضي التي شكلت دولة أوكرانيا المستقبلية من قبل ثلاثة إمبراطورياتٍ مختلفة: الإمبراطورية الروسية والإمبراطورية العثمانية والكومنولث البولندي الليتواني.
بثّت الإمبراطورية الروسية الكاثرنية في النصف الثاني من القرن الثامن عشر حالةً من الهستيريا في صفوف سكان الأورثودوكس الشرقيين بعد اعطائهم وعودًا بالدعم والحماية الكاثوليكية في مقابل القيام بثورة مسلحة في الضفة اليمنى من أوكرانيا والتي كانت جزءً من الكومنولث البولندي الليتواني. انتهت هذه الثورة بتكوين اتحاد بار البولندي، وغزو روسيا العسكري لبولندا والتدخل بشؤونها الداخلية، وتقسيم بولندا. ضُمت معظم أجزاء أوكرانيا إلى روسيا عند نهاية القرن الثامن عشر. فرضت روسيا الكاترنية هيمنتها تدريجيًا على منطقة ساحل البحر الأسود (الساحل البنطي الشمالي) والذي كان جزءً من المملكة العثمانية بعد انتهاء الحروب الروسية العثمانية الواقعة ضمن التواريخ: 1735-1739 و1768-1774 و1787-1792.
وُزعت الأراضي لطبقة النبلاء بسخاء ونُقل الفلاحون المستعبدون لزراعة السهب البنطي. هُجّر السكان النوجاييّون من أراضيهم وأعيد توطين القرميين اليونانيين فيها. أعادت كاترين العظيمة تسمية جميع الأماكن المأهولة بالسكان ودعت مستوطنين أوروبيين آخرين للسكن في هذه الأراضي المحتلة حديثًا؛ إذ دعت البولنديين والألمانيين (ألمان البحر الأسود وألمان القرم وألمان الفولغا) والسويسريين وغيرهم من الجنسيات الأوروبية الأخرى. رُحّل مجموعة من الإستونيين السويديين إلى الجزء الجنوبي من أوكرانيا، ومنذ ذلك الحين، وُجدت قرية سويدية باسم غامالسفينسكبي في مدينة زمييفكا.
استلهم الكتاب والمفكرون الأوكرانيون الروح القومية من الشعوب الأوروبية الواقعة تحت سيطرة حكوماتٍ إمبرياليةٍ أخرى. فرضت الحكومة الروسية قيودًا صارمة على محاولة الارتقاء باللغة والثقافة الأوكرانية، وحظرت تداولها وتدريسها خوفًا من تولّد نزعة انفصالية لدى الأوكرانيين. أدت سياسات روسوفيل في نشر ثقافة الترويس لرحيل مجموعة من المثقفين؛ إذ غادر بعض المفكرين الأوكرانيين إلى أوكرانيا الغربية، في حين اعتنق بعضهم هوية سُلافية أو روسية، إذ انحدر الكثير من كتاب ومؤلفي الموسيقي في القرن التاسع عشر من أصول أوكرانية (كالكاتب نيقولاي غوغول ومؤلف الموسيقى بيتر إليتش تشايكوفسكي).
حُكمت منطقة غاليسيا الخاضعة للإمبراطورية النمساوية بواسطة نخبة من الحكام المنحدرين من أصول نمساوية وبولندية، في حين انحدر أغلب الفلاحين من أصول روثينية. شاعت ظاهرة روسوفيليا بين السكان السلافيين خلال القرن التاسع عشر، إلا أن الهجرة الجماعية للمفكرين الأوكرانيين الهاربين من بطش الحكومة الروسية في شرق أوكرانيا ومن تدخلات السلطات النمساوية أدت إلى نشوء ظاهرة أوكرانيفيليا، والتي انتقلت بعد ذلك إلى الإمبراطورية الروسية.

## الحرب العالمية الأولى والثورات والعواقب
حطمت الحرب العالمية الأولى ومجموعة من الثورات الأوروبية، من ضمنها ثورة أكتوبر في روسيا، العديد من الإمبراطوريات مثل الإمبراطوريتين الروسية والنمساوية، وقد تأثر السكان الأوكرانيون بهذه الحروب والثورات كذلك. تضمنت مجموعة الجمهوريات الأوكرانية المُعلنة للاستقلال خلال الأعوام 1917 و1919 كل من الإقليم الحر اللاسلطوي وجمهورية أوكرانيا الشعبية وجمهورية غرب أوكرانيا الشعبية ومجموعة من اللجان الثورية البلشفية.
قوتل للظفر بمنطقة أوكرانيا، وذلك بعد انهماكها في دوامةٍ من الحرب والفوضى، من قبل الألمان والقوات النمساوية والجيش الأحمر التابع لروسيا البلشفية والجيش الأبيض التابع للفريق الروسي دينيكين والجيش البولندي واللاسلطوين التابعين لنستور ماخنو. احتُلت مدينة كييف من قبل العديد من الجيوش المختلفة؛ إذ استولي عليها من قبل البلشفيين في 9 فبراير من عام 1918، ومن قبل الألمان في 2 مارس من عام 1918، ومن قبل البلشفيين للمرة الثانية في 5 فبراير من عام 1919، ومن قبل الجيش الأبيض في 31 أغسطس من عام 1919، ومن قبل البلشفيين للمرة الثالثة في 15 ديسمبر من عام 1919، ومن قبل الجيش البولندي في 6 مايو من عام 1920 وأخيرًا من قبل البلاشفة للمرة الرابعة في 12 يونيو من عام 1920.
أدت الخسارة في الحرب البولندية الأوكرانية وفشل اتفاقية وارسو في عام 1920 والموقعة بين بيوسودسكي وبتليورا من أجل الإطاحة بالقوات البلشفية من خلال عملية كييف العسكرية إلى احتلال بولندا بشكل تقريبي. أدى تغير هدف الحرب البولندية السوفيتية إلى توقيع معاهدة ريغا في مارس 1921، والتي انضمت بعدها أوكرانيا الغربية لبولندا، والشرقية للاتحاد السوفيتي وسميت باسم جمهورية أوكرانيا الاشتراكية السوفيتية، وكانت مدينة خاركيف عاصمةً لها في عام 1934 ومن ثم نُقلت العاصمة لتصبح في مدينة كييف.

## معرض صور

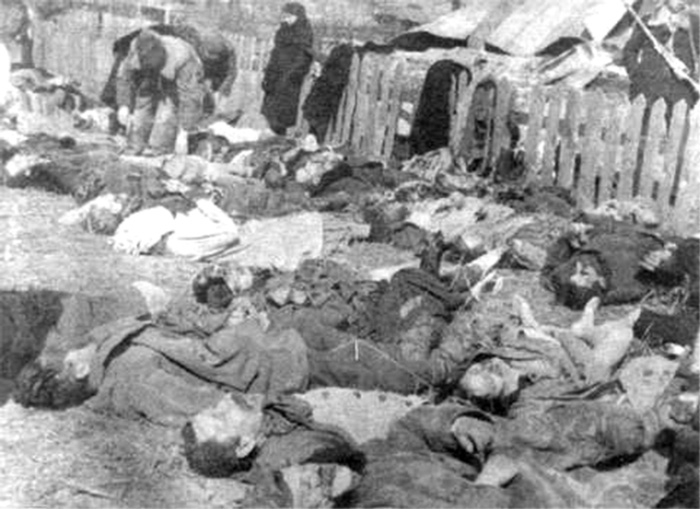
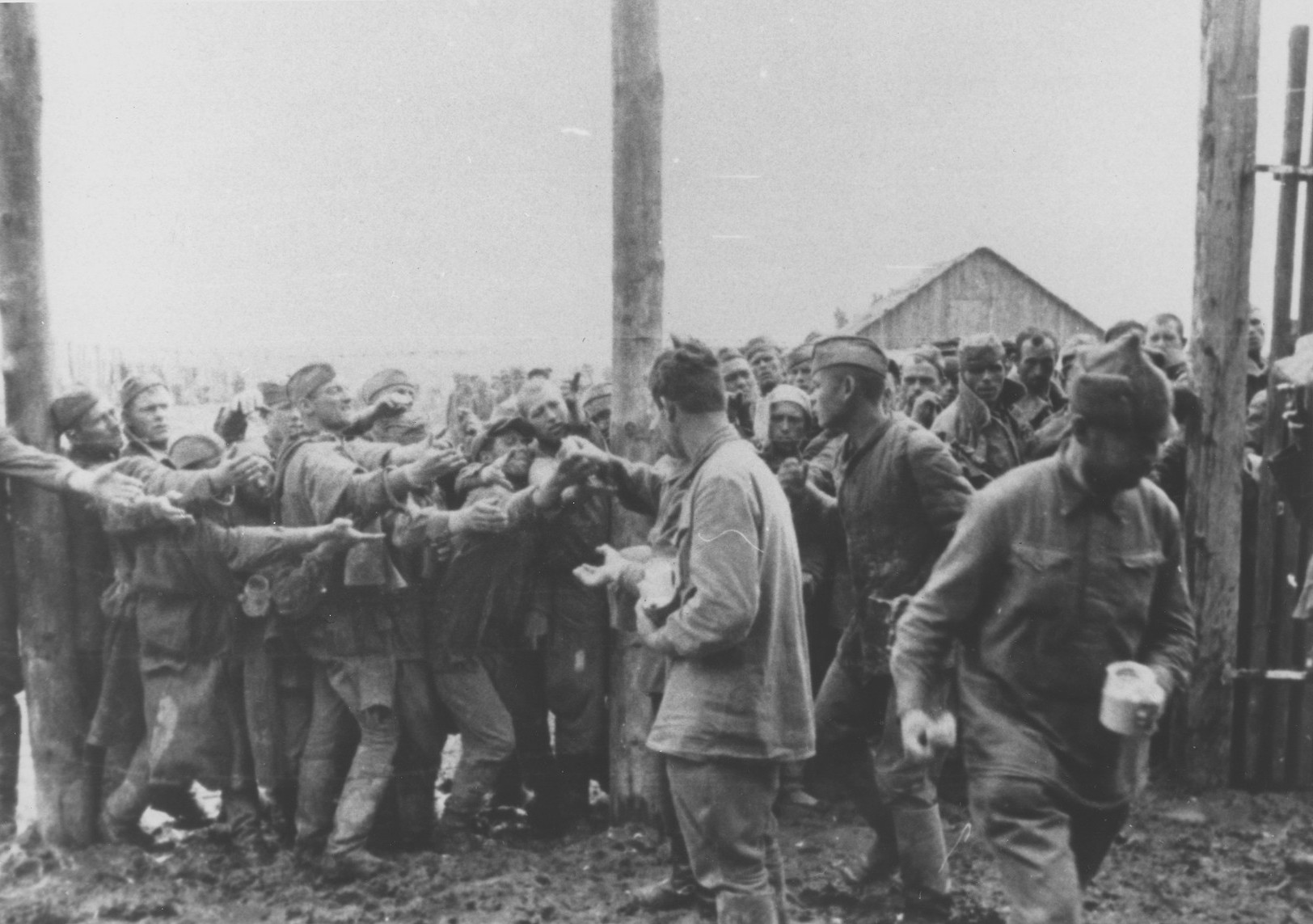
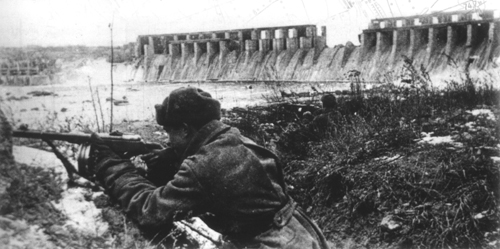
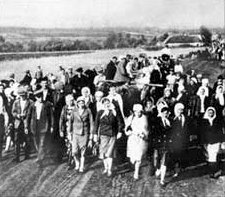